# بخش جیاوجیانگ
بخش جیاوجیانگ (به لاتین: Jiaojiang District) یک منطقهٔ مسکونی در چین است که در تایجو واقع شده‌است.